# 普当 (朗德省)
普当（法語：Poudenx）是法国朗德省的一个市镇，属于蒙德马桑区（Mont-de-Marsan）阿热特莫县（Hagetmau）。该市镇总面积7.46平方公里，2009年时的人口为220人。

## 人口
普当人口变化图示